# Сельское поселение Лозовское (Московская область)
Се́льское поселе́ние Лозовское — упразднённое муниципальное образование со статусом сельского поселения в Сергиево-Посадском районе Московской области Российской Федерации.
Административный центр — посёлок Лоза.

## История
Образовано в ходе муниципальной реформы, в соответствии с Законом Московской области от 28.02.2005 года № 60/2005-ОЗ «О статусе и границах Сериево-Посадского муниципального района и вновь образованных в его составе муниципальных образований».
Законом Московской области от 20 марта 2019 года Сергиево-Посадский муниципальный район был упразднён, а все входившие в его состав поселения  1 апреля 2019 года были объединены в единое муниципальное образование — Сергиево-Посадский городской округ.

## Население
| 2006  | 2007  | 2008  | 2009  | 2010  | 2011  | 2012  |
| ----- | ----- | ----- | ----- | ----- | ----- | ----- |
| 5377  | ↗5466 | ↗5495 | ↘5480 | ↗6660 | ↘6603 | →6603 |
| 2013  | 2014  | 2015  | 2016  | 2017  | 2018  | 2019  |
| ↗6614 | ↘6537 | ↗6596 | ↘6569 | ↗6582 | ↘6549 | ↘6464 |

## Состав сельского поселения
| №  | Населённый пункт | Тип населённого пункта          | Население |
| -- | ---------------- | ------------------------------- | --------- |
| 1  | Абрамово         | деревня                         | ↗736      |
| 2  | Алексеево        | деревня                         | ↗17       |
| 3  | Бревново         | деревня                         | ↗103      |
| 4  | Варавино         | деревня                         | →2        |
| 5  | Вихрево          | деревня                         | ↘0        |
| 6  | Воздвиженское    | село                            | ↗108      |
| 7  | Голыгино         | деревня                         | ↗40       |
| 8  | Ерёмино          | деревня                         | ↘0        |
| 9  | Заречный         | посёлок                         | ↘728      |
| 10 | Здравница        | посёлок                         | ↘489      |
| 11 | Зубцово          | деревня                         | ↘560      |
| 12 | Ильинки          | деревня                         | ↗9        |
| 13 | Киримово         | деревня                         | →12       |
| 14 | Куроедово        | деревня                         | ↘0        |
| 15 | Лешково          | деревня                         | ↘48       |
| 16 | Лоза             | посёлок, административный центр | ↗3138     |
| 17 | Лычёво           | деревня                         | ↗4        |
| 18 | Ляпино           | деревня                         | ↘7        |
| 19 | Назарьево        | деревня                         | ↗24       |
| 20 | Новосёлки        | деревня                         | ↘10       |
| 21 | Охотино          | деревня                         | ↗1        |
| 22 | Подсосино        | деревня                         | ↗13       |
| 23 | Радонеж          | село                            | ↘5        |
| 24 | Рязанцы          | деревня                         | ↘7        |
| 25 | Ситники          | посёлок                         | ↗165      |
| 26 | Спасс-Торбеево   | деревня                         | →0        |
| 27 | Шарапово         | деревня                         | ↗778      |
| 28 | Шелково          | деревня                         | ↘0        |
| 29 | Шильцы           | деревня                         | ↘5        |
| 30 | Шитова Сторожка  | деревня                         | ↗14       |

## Местное самоуправление
Глава сельского поселения — Гущина Наталья Валентиновна. Адрес администрации: 141323, Московская область, Сергиево-Посадский район, п. Лоза, д. 9.